# Spijkerbrug

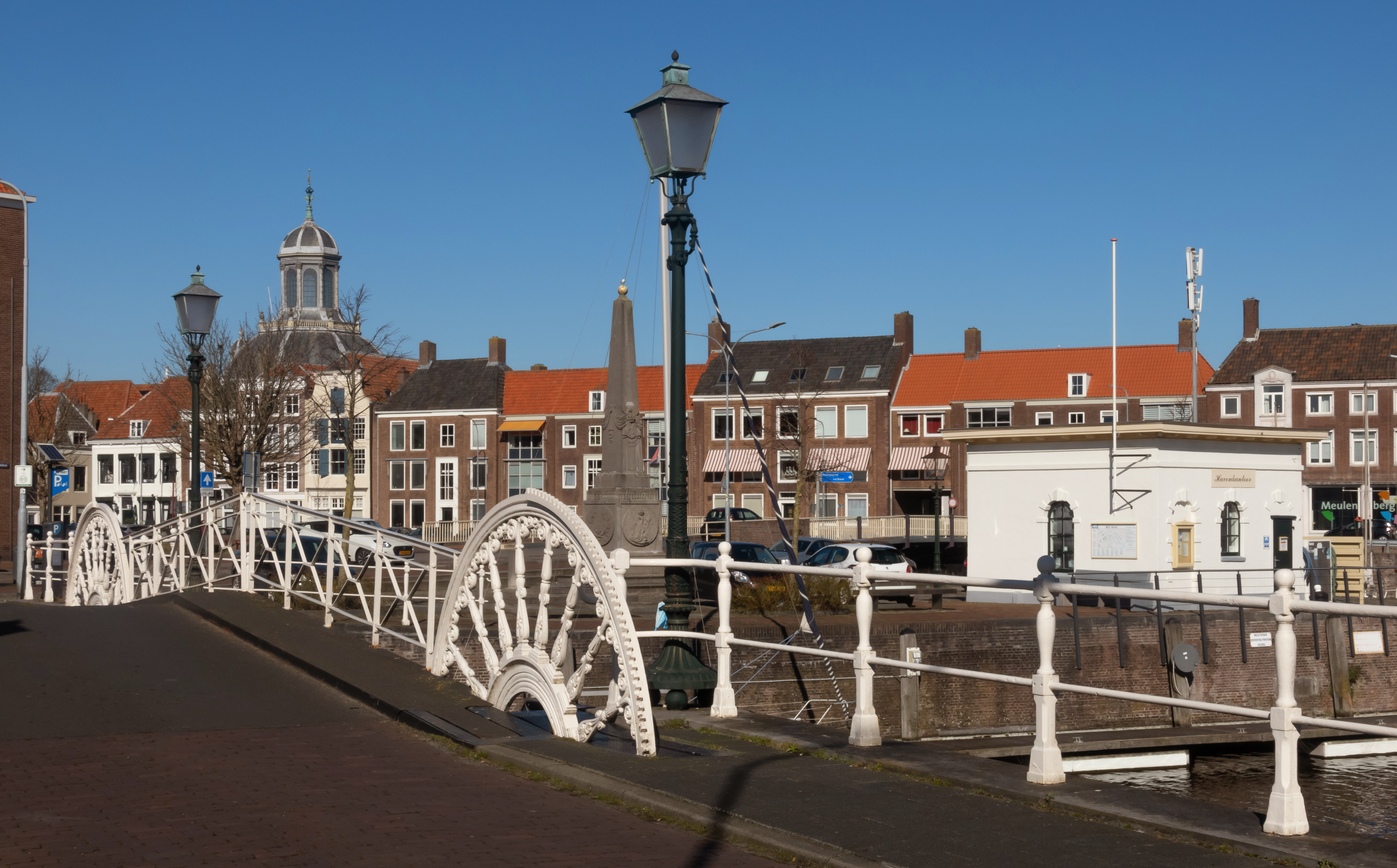
zicht vanaf de brug

De Spijkerbrug is een klapbrug en rijksmonument in Middelburg in de provincie Zeeland. De brug over het binnenkanaal verbindt de Kinderdijk met de Rouaansekaai.

## Geschiedenis
De ijzeren dubbele basculebrug werd in 1853 gebouwd naar ontwerp van de stadsbouwmeester van Middelburg, G.H. Grauss. De brug heeft ijzeren balustrades en rijkversierde raderen van het hefmechanisme. Op de vier brugpijlers staan lantaarns. De brug kreeg in 1976 de status van rijksmonument.